# My Fair Son
My Fair Son (我如花似玉的儿子 - Wo ruhua si yu de erzi) è un film del 2005 diretto da Zi'en Cui. La storia racconta dell'amore tra Xiao Rui, un ragazzo omosessuale con Xiao Bo, un giovane uomo che lavora alle dipendenze del padre dell'adolescente; dopo Lan Yu del 2001, è la prima pellicola di origine cinese a mostrare dei nudi frontali maschili.
La pellicola è stata mostrata in pubblico per la prima volta all'estero solo quattro anni più tardi.

## Trama
Dopo molti anni passati a vivere con nonno, Rui torna a casa del padre; il ragazzino si trova presto in una situazione di muta ribellione contro lo stile di esistenza e le direttive impartitegli dal padre, da lui considerato oramai quasi come un estraneo. Poco dopo essersi iscritto alla scuola d'arte, Rui si ritrova coinvolto romanticamente in una relazione affettiva con un altro studente, suo compagno di classe; i due diventano presto amanti ed il padre finisce col sorprenderli a letto assieme.
In seguito il ragazzo incontra anche uno dei più stretti collaboratori del padre, Bo, di cui s'innamora dimostrandolo apertamente: l'uomo è però già impegnato e non può acconsentire; rivela comunque al padre d'esser innamorato di suo figlio.